# Professioneel worstelen

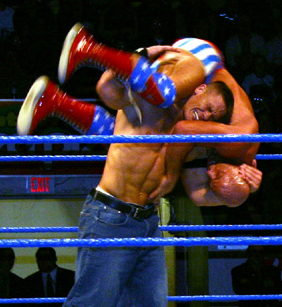
Professioneel worstelaar John Cena voert een Attitude Adjustment (gepersonaliseerde Fireman's Carry Kneeling Takeover) uit op collega Kurt Angle.

Professioneel worstelen (ook wel entertainment-worstelen of showworstelen) is een vorm van theater met elementen van traditioneel worstelen. Modern professioneel worstelen bevat geavanceerde technieken die zijn gemodelleerd naar verschillende vormen uit het traditioneel worstelen en boksen.
De sport is strikt genomen een performance art en wordt in die hoedanigheid gecatalogeerd als sportentertainment. De hiervoor opgeleide worstelaars creëren aan de hand van gesimuleerde vechtsportwedstrijden een show met vermaak, waarbij ze door promotors worden geboekt om wedstrijden bij voorbaat te winnen of te verliezen. Ook gebeurt de uitvoering aan de hand van verhaallijnen, zoals gebruikelijk voor een televisieserie. Dit fenomeen staat intern bekend als kayfabe. De resultaten van wedstrijden liggen dus op voorhand vast. Het niveau van realisme kan variëren van het Amerikaanse World Wrestling Entertainment en All Elite Wrestling tot de uitermate realistische Japanse shoot-stijl of zelfs het spectaculaire Mexicaanse lucha libre.
De Franse benaming catch geraakte ook in Nederland en België ingeburgerd om het professioneel worstelen aan te duiden. 

## Ontstaan
Professioneel worstelen is voornamelijk bekend geworden in de Verenigde Staten, Canada, Japan en Mexico, maar ook in Nederland bestaan er enkele worstelpromoties. In Groot-Brittannië werd het professioneel worstelen vijftig jaar geleden populair dankzij World of Sport op de commerciële zender ITV. In de Verenigde Staten wekte het professioneel worstelen een grote belangstelling in de jaren 1980, toen de World Wrestling Federation uitpakte met namen als Hulk Hogan, André the Giant, Big John Studd, Jake Roberts, Jesse Ventura, King Kong Bundy, Randy Savage en The Ultimate Warrior.
Professioneel worstelen vindt zijn oorsprong in rondreizende kermisshows. Initieel diende de professionele vorm louter als een uiting voor sterke mannen, die Grieks-Romeinse worsteltechnieken combineerden met traditionele worstelvormen en acrobatische optredens, zowel nationaal als regionaal. De inductie van judo en karate of zelfs dwergworstelen was niet zeldzaam. Professioneel worstelen was in de vroege 20e eeuw vergelijkbaar met professioneel boksen, of pugilistiek. Dit soort wedstrijden verdween gradueel uit de sportwereld sinds de uitvinding en opkomst van de televisie, maar was evenzeer te wijten aan de duur van de wedstrijden, alsook het gebrek aan drama. Worstelwedstrijden zouden meer geld in het laatje brengen indien de duur en het drama van tevoren werden gestipuleerd. Gedurende meer dan een eeuw wimpelden organisatoren elke aanwijzing naar vervalsing af.
In de jaren 80 taande echter de geloofwaardigheid. Men refereerde nu naar professioneel worstelen als sportentertainment. Deels om vooroordelen de kop in te drukken, maar hoofdzakelijk om een loopje te nemen aangaande allerhande belastingen en verzekeringen. Toen de federaties finaal onder deze druk bezweken, kwam dit gegeven bekend te staan als kayfabe. Een fictief segment in het professioneel worstelen wordt sindsdien aangeduid met de term kayfabe. Later klonk de notie kayfabe steeds zwakker. Met name in de toenmalige WWF trad een duidelijke stagnatie op betreffende de geloofwaardigheid. Vooral het krediet van eigenaar en hoofdaandeelhouder Vince McMahon geraakte opgebruikt. Tezelfdertijd greep een radicale ommezwaai aangaande het bedrijfsimago van deze federatie plaats. McMahon beloofde in 1997 alreeds "op te houden met het beledigen van de intelligentie van zijn fans". Hij besliste de illusie van de realiteit centraal te stellen. McMahon verwees naar zijn programma, destijds Raw is War genaamd, als een actie-avonturenserie. McMahon integreerde steeds vaker (im)morele personages met meer diepgang, zoals Stone Cold Steve Austin en The Undertaker, maar slaagde er zelden in gelijkaardige personages grondig af te werken.
De federaties die evenementen van professioneel worstelen organiseren en produceren staan bekend als worstelpromoties. Momenteel is de WWE (voorheen WWF) de grootste en meest invloedrijke organisatie in de Verenigde Staten en bij uitbreiding de rest van de wereld, gevolgd door de Total Nonstop Action Wrestling (TNA). Desniettegenstaande is professioneel worstelen nog steeds enorm populair in Canada, Japan en Mexico. Federaties als New Japan Pro Wrestling (NJPW), Asistencia Asesoría y Administración (AAA) en Consejo Mundial de Lucha Libre (CMLL) zijn wereldwijd vermaard. Buiten Noord-Amerika zijn er eveneens federaties operatief, verspreid over Europa en ook in Puerto Rico, Hawaï en de rest van de Caraïben.
De traditionele Japanse stijl verschilt van de Amerikaanse stijl, daar het meer als een sport wordt geportretteerd en minder als puur entertainment. De term shoot style werd bedacht door promotor Antonio Inoki van de New Japan Pro Wrestling. Inoki incorporeerde meer vechtsporten en legitieme technieken in het arsenaal van de NJPW en de bewegingen vereisen opvallend meer kracht dan de Amerikaanse stijl. Voorts bestaan er ook onafhankelijke promoties. Populaire regionale, onafhankelijke promoties zijn bijvoorbeeld Ring of Honor (ROH) en de National Wrestling Alliance (NWA). Bekende federaties in Nederland zijn de Pro Wrestling Holland (PWH), Pro Wrestling Showdown (PWS) en Dutch Pro Wrestling (DPW). Zij organiseren shows voor alle leeftijden en lokken naargelang hun populariteit doorgaans honderden tot duizenden toeschouwers.

## Terminologie
Professioneel worstelen beschikt over een eigen terminologie die elders niet voorkomt. De termen dienen goed begrepen te worden door kijkers die er niet goed vertrouwd mee zijn. Dit gegeven maakt een belangrijk onderscheid tussen professioneel worstelen en andere, reguliere sporten (geen sportentertainment). Zo mag meteen worden opgemerkt dat men niet verwijst naar een wedstrijd als een "wedstrijd" doch als een work. Een alternatieve naam voor professioneel worstelaars is dus in feite worker. Als een worstelaar een wedstrijd reeds na enkele minuten verliest, spreekt men over een job. Een professioneel worstelaar die voortdurend wordt gebruikt om wedstrijden te verliezen tegen een worstelaar (soms steeds dezelfde), noemt men een jobber. Indien dit na enkele seconden dan wel na iets meer dan een minuut gebeurt, wordt dit een squash genoemd. 
Een work wordt uitgevoerd door worstelaars die enerzijds de face (protagonist) en anderzijds de heel (antagonist) spelen. Dit om een vaak terugkerende verhaallijn tussen twee worstelaars op te voeren, zoals bij een televisieserie/soapserie. Een van beide of allebei – de face worstelaar en de heel worstelaar – kunnen van een promotie een push verdienen: dit is een duw(tje) naar de absolute top binnen de promotie. Het tegenovergestelde heet een burial: hier toont een promotie vaak expliciet mee aan dat een worstelaar niet meer belangrijk is. 
Een worstelaar zonder heldere rol heet een tweener. De bewegingen die worstelaars uitvoeren zijn een sell; ze worden aan een betalend publiek verkocht door de hiervoor opgeleide professioneel worstelaars. Men dringt er dan ook op aan om geen professioneel worstelbewegingen uit te voeren als hier geen professionele opleiding toe werd genoten. Let wel: de vermelde termen zijn basis. Professioneel worstelen bevat honderden termen om het onderscheid te maken tussen andere vormen van sport. Daarnaast zijn er de regels die voor wedstrijden zijn opgesteld.

## Realiteit en fantasie
De sport is gesimuleerd in de betekenis dat de uitkomst van tevoren bepaald is en dat de effecten op de tegenstander fel overdreven worden. Veel fans behandelen professioneel worstelen effectief als een vorm van entertainment of theater en durven het woord nep niet in de mond nemen om het te omschrijven. Weer anderen maken brandhout van deze redenering. De aanleiding is alweer het eerdergenoemde kayfabe, maar ditmaal als een misleiding waardoor het niet duidelijk is wanneer worstelaars elkaar persoonlijk uitdagen of wanneer het deel uitmaakt van de plot. Dit zorgde reeds voor verwarring. De verschillende grepen komen voort uit diverse gevechtskunsten, voornamelijk olympisch worstelen en kunnen dus ernstig letsel veroorzaken wanneer ze verkeerd of 'echt' worden uitgevoerd.
Een meerderheid van de wedstrijdresultaten is vooraf gefixeerd. De resultaten worden bepaald door bookmakers om de rol van de heel en de (baby)face te maximaliseren, vaak in de context van (eventueel) langdurige verhaallijnen. Meestal bepalen worstelaars waar en wanneer de sleutelmomenten of calling spots (overgangen) zullen plaatsvinden. Ook genieten worstelaars een vrijstelling om worstelbewegingen en calling spots tijdens een wedstrijd te improviseren of dit met elkaar af te spreken. Een (eveneens fictief) scheidsrechter is vaak betrokken bij de uitvoering van de wedstrijd om onvoorziene omstandigheden in te plannen en daarmee te handelen.  
De overgrote meerderheid van incidenten waar worstelaars bloeden zijn onvervalst, en worden vaak veroorzaakt door het gebruik van een klein mesje om een kleine snee te maken, meestal op het voorhoofd dicht bij de haargrens. Dit fenomeen wordt juicing genoemd.  
Een worstelaar kan ook worden bijgestaan door een manager, die dan op zijn of haar beurt bijdraagt aan de uitkomst van een wedstrijd van zijn of haar 'cliënt' (bv. Paul Heyman voor Brock Lesnar). 
Met uitsluiting van wat echt geweld is er voortdurend sprake van momenten waar de scheiding tussen realiteit en fantasie onduidelijk is, vooral als het aankomt op wie de wedstrijd moet winnen. In enkele bekende gevallen, maar doorheen de laatste decennia steeds minder vaak, zou een worstelaar zogenaamd shooten, wat betekende dat hij het script negeerde en werkelijk poogde te winnen. 
Bij het evenement Survivor Series op 9 november 1997, georganiseerd door de WWF, gebeurde het omgekeerde. Toen negeerde de federatie zelf het voorgeschreven script van de wedstrijd, in wat wordt gezien als een boycot ten aanzien van Bret Hart. Hart wilde de overstap maken naar de grote concurrent van de WWF, de World Championship Wrestling (WCW). Dit lag op dat moment reeds contractueel vast en Hart was toe aan zijn opzegtermijn. Overeenkomstig met het script zou Hart de wedstrijd winnen en WWF World Heavyweight Champion blijven tot zijn vertrek. Volgens het officiële verhaal paste WWF-eigenaar Vince McMahon een mouw aan dit scenario zonder het medeweten van Hart. Shawn Michaels veroverde als dusdanig het kampioenschap ten koste van Hart, hoewel dit niet was gepland. Hart voelde zich achteraf gelyncht en verraden. Hart verliet met onmiddellijke ingang de WWF en leefde jarenlang op gespannen voet met McMahon en diens entourage. 
In het verleden kozen promoties opzettelijk hun kampioenen. Een voorbeeld was Lou Thesz, die zichzelf wel degelijk verdedigde wanneer het gevecht echt dreigde te worden.

## Regels
Wedstrijdsimulatie is slechts een van de vele aspecten waarin men het professioneel worstelen onderscheidt van het traditionele worstelen. Andere verschillen kunnen worden teruggevonden in de speciale regels die zijn opgesteld. Een wedstrijd vermag gewonnen te worden via pinfall, submission, count-out of middels een diskwalificatie. Dit zijn de vier meest voorkomende methodes, hoewel een wedstrijd ook op een ongebruikelijke, oneerlijke manier kan beslecht worden.

### Pinfall
Om een overwinning via pinfall te bekomen dienen de schouders van de tegenstander evenredig tegen de mat te liggen. Eén enkele schouder voldoet niet aan de criteria. Een worstelaar tilt een been of eventueel beide benen van een liggende tegenstander op en de scheidsrechter slaat vervolgens drie tellen tegen de mat. Indien een worstelaar niet meer bij machte is de schouders op te heffen (NB; jargon: kick out), is de wedstrijd verloren. In geval dat de scheidsrechter aan twee tellen komt en de worstelaar de schouders van de mat weet te halen, zal een commentator (bv. Jim Ross of Michael Cole) spreken van een near fall. 
Het inzetten van een pinfall noemt men een cover. De pinfall is algemeen de meest voorkomende vorm. Deze beweging, of anders gesteld deze methode om de wedstrijd te winnen, wordt soms oeverloos tijdens een wedstrijd gebruikt voor verhoogd drama, hoewel de aanwezige fans kunnen aanvoelen dat een wedstrijd nog wel even zal voortduren.

### Submission
In geval van submission is sprake van uittikken of tapping out. Dit komt tot stand na een traditionele worstelgreep, in het professioneel worstelen bekend als submission. Bekende vormen van submission zijn bijvoorbeeld een beengreep (Figure Four Leg Lock, Ankle Lock), armgreep (Fujiwara Armbar, Armlock), hoofdgreep (Headlock, Crossface) en staande greep (Abdominal Stretch, Sleeperhold). Er bestaan tientallen grepen, die nagenoeg allemaal werden overgenomen uit het traditioneel worstelen.

### Knock-out
Buiten bewustzijn raken tijdens een submission leidt tot verlies door knock-out. Stone Cold Steve Austin verloor in 1997 even het bewustzijn bij het evenement WrestleMania 13. Austin had al veel bloed verloren als gevolg van een open wonde net boven het linkeroog. Austin verloor van Bret Hart met knock-out. Om te bepalen of een worstelaar knock-out is, pakt de scheidsrechter meestal een hand op en laat deze vallen. Indien er na drie tijden geen reactie meer is, beschouwt de scheidsrechter de worstelaar als zijnde knock-out. 
Een gelijkspel behoort ook tot de mogelijkheden. Een wedstrijd zonder winnaar duidt men in het professioneel worstelen aan als een no contest.

### Count-out
Een count-out vindt plaats wanneer een worstelaar lang genoeg uit de ring is zodat de scheidsrechter tot 10 kan tellen (in sommige gevallen tot 20). De telling wordt automatisch onderbroken wanneer de worstelaars zich buiten de ring bevinden en wanneer een van hen de ring weer ingaat of verlaat. Zo niet, worden beide worstelaars berispt met een count-out. Hier spreekt men over een double count-out.

### Diskwalificatie
Ten slotte kan er zich een diskwalificatie voordoen. Diskwalificatie treedt op in vrij zeldzame gevallen en steevast op alternatieve wijze. De World Wrestling Federation (nu World Wrestling Entertainment) diskwalificeerde ooit worstelaars omdat ze trokken aan de kleding van de tegenstander tijdens een pinfall. Deze handeling is nog steeds verboden in de meeste promoties, maar zorgt er tegenwoordig voor dat de pinfall of submission onderbroken wordt.
Aanvallen die strafbaar zijn:
- Het aanvallen van de scheidsrechter, het uitvoeren van illegale bewegingen of grepen (bv. een low-blow), het uitvoeren van een piledriver (zowel de knielende als zittende variant, met uitzondering van de beroemde worstelaars The Undertaker (worstelaar)The Undertaker en Kane, die al veel ervaring hadden met deze gevaarlijke beweging toen die nog legaal was), het weigeren om een greep op te breken nadat een tegenstander zich een weg heeft gebaand naar de touwen, iemand wurgen of bijten, op de bovenste spanschroef of turnbuckle rondhangen en herhaaldelijk slaan met een gesloten vuist, langer dan de door de scheidsrechter toegelaten vijf tellen.
- Inmenging van een persoon die niet rechtstreeks bij de wedstrijd betrokken is (bv. Kevin Nash in maart 1994 bij het evenement WrestleMania X). De worstelaar in kwestie wordt meestal weggestuurd door de scheidsrechter voor dit gebeurt, maar toch wordt er soms een oogje dichtgeknepen.
- Een tegenstander raken met een vreemd object (bv. een stoel, ladder, voorhamer), behalve wanneer de regels dit specifiek toestaan (bv. een Extreme Rules-wedstrijd, een No Disqualification-wedstrijd of een No Holds Barred/Anything Goes-wedstrijd).

### Scheidsrechter
De scheidsrechter heeft vaak de uiteindelijke macht, en straalt zo vaak de meeste autoriteit uit. De terugdraaiing van een beslissing kan alleen geëffectueerd worden door een scheidsrechter die rechtstreeks bij de wedstrijd betrokken is. Zelfs de eigenaar van de promotie heeft doorgaans geen invloed op scheidsrechterlijke beslissingen. Deze laatste regel werd met de tand des tijds steeds vaker over het hoofd gezien, maar toch is dit veelal afhankelijk van de intensiteit van de verhaallijnen in kwestie. Een gebruikelijk voorbeeld hiervan is wanneer een promotie of een andere verantwoordelijke de voorwaarden van de wedstrijd moedwillig aanpast om de scheidsrechter en de worstelaars te dwarsbomen, zoals een reguliere wedstrijd omvormen tot een wedstrijd waar geen diskwalificatie kan in voorvallen.
Een slagzin die in het professioneel worstelen veelvuldig wordt gebruikt als vette knipoog naar de regels is "You can't call what you don't see", wat inhoudelijk wil zeggen dat alles is toegestaan zolang de scheidsrechter het niet opmerkt. Men hanteert deze ingesteldheid op frequente basis als plotwending om een overgang van het momentum te converteren. Een zeer bekend voorbeeld hiervan is wanneer een scheidsrechter abusievelijk buiten bewustzijn wordt geslagen of uit de ring gegooid wordt. Wanneer hij buiten bewustzijn is, wint een worstelaar vervolgens de wedstrijd. Dit kan om zowel de (baby)face (fan-favoriet) of heel (schurk) gaan. De overwinning kan dus gestolen worden door middel van inmenging of aan de hand van een andere oneerlijke manier. Hunter Hearst Helmsley/Triple H staat er bijvoorbeeld om bekend een voorhamer te gebruiken jegens zijn opponenten. Helmsley past de hamer veelal wanhopig toe wanneer hij een belangrijke wedstrijd dreigt te verliezen.
Een scheidsrechter die zich niet bewust is van wat er is gebeurd, zal net op tijd miraculeus opstaan, de nieuwe situatie tot zich nemen en een pinfall (ook wel three-count) realiseren. Een variant is de Dusty Finish, vernoemd naar zijn formeerder Dusty Rhodes, en houdt in dat een plaatsvervangende scheidsrechter een pinfall certificeert ten nadele van de tegenstander, waarna de oorspronkelijke scheidsrechter deze beslissing alsnog terugdraait. Slaan wordt getolereerd zolang de vuist open is. Dit heet dan weer een chop (als in de beweging Chop Block). Een scheidsrechter zal echter zelden een worstelaar diskwalificeren ten gevolge van een slag met gesloten vuist (bv. ter hoogte van de spanschroef in de hoek van de ring een standaard punch of een forearm uitdelen). In plaats daarvan praamt een scheidsrechter de worstelaar alleen om hiermee te stoppen.
Daarenboven mogen worstelaars schoppen met het vlakke gedeelte van de voet. Een zogeheten low blow is slechts legitiem wanneer de regels dit goedkeuren. Wanneer een tegenstander in contact komt te staan met de touwen van de ring, of wanneer een tegenstander zich deels onder de touwen bevindt, moet elk contact tussen de worstelaars verbroken worden voordat er tot vijf is geteld. Deze strategie wordt vaak gebruikt om te ontsnappen uit een submission, maar is minder vaak voorkomend in geval van pinfall, wanneer een worstelaar ondanks een algemeen verbod de voeten nadrukkelijk op de touwen laat steunen en op die manier de overwinning in de wacht sleept. Dit heet in het jargon een leverage pin, vrij vertaald hefboom-pinfall.

## Deelnemers

### Mannen
Het mannenworstelen bestaat het langst. Hierin bevinden zich drie grote categorieën, namelijk Cruiserweight (lichtgewichten),  Light-Heavyweight (tussengewichten) en Heavyweight (zwaargewichten). Later breidde men uit tot vijf categorieën, met toevoeging van Featherweight (extreme lichtgewichten) en Super-Heavyweight (extreme zwaargewichten).
In de loop der jaren onderging het mannenworstelen een zekere metamorfose. In de beginjaren waren de meeste outfits en worstelgrepen namelijk heel sober. Lenigheid was wel aanwezig, maar werd als spectaculair beschouwd. Aan een bepaalde gimmick (personage) werd niet zo hard gewerkt of worstelaars gebruikten simpele dingen om het publiek naar hun hand te zetten.
Intussen zijn de outfits meestal heel kleurrijk of gimmick-gericht. Sommigen komen met gigantische kettingen naar de ring, terwijl anderen dan weer helemaal onherkenbaar zijn door make-up. Ook de moveset, de volledige reeks worstelbewegingen die een worstelaar beheerst, onderging een evolutie. Zo beschouwt men lenigheid de dag van vandaag haast als vanzelfsprekend en kan men niet genoeg salto's doen om het publiek versteld te doen staan.

### Vrouwen
Vrouwen nemen al lang deel aan het professioneel worstelen, eerst in onderlinge wedstrijden die ondergewaardeerd werden in vergelijking met  mannenwedstrijden. In de jaren 60 en 70 werd het vrouwenworstelen wel nog als worstelen beschouwd. Twee vrouwelijke worsteliconen van die tijd waren Mae Young en The Fabulous Moolah.
Om het vrouwenworstelen een boost te geven, werden rond de jaren 90 meer en meer vrouwen binnengehaald die over een monumentaal lichaam, dan wel  over een onvergetelijk talent beschikten. Tijdens de jaren 2000 waren Lita en Trish Stratus de meest invloedrijke vrouwen van die tijd. Zij telden naast een mooi lichaam ook nog een mooi arsenaal aan lucha libre-bewegingen. Zij die fysiek toch de mannencategorie benaderden, werden als freakshow behandeld. Het grootste icoon van het vrouwenworstelen was waarschijnlijk Chyna die eind jaren 90, met dank haar ongelofelijke fysiek, gemakkelijk zware concurrentie kon zijn voor mannen. Ze was dan ook de eerste vrouw die deelnam aan de Royal Rumble, waarin normaliter enkel mannen verschijnen.
Vroeger hadden vrouwenwedstrijden meer weg van catfights dan van eigenlijke worstelwedstrijden. Van de oorspronkelijke kenmerken van vrouwenworstelen is nauwelijks  iets overgebleven. Toch flitsten er nog geregeld krachtige vrouwen door beeld, zoals Beth Phoenix. Zij wordt gezien als de moderne Chyna omdat ook zij aardig wat spierkracht bezit. Bijgevolg was Beth Phoenix dan ook de tweede vrouw in de geschiedenis die participeerde aan de Royal Rumble. Hierdoor werd ze over het algemeen helemaal gezien als de nieuwe Chyna.

## Bekende professioneel worstelaars
De lijst hieronder bevat enkele bekende professioneel worstelaars, zowel actueel als voormalig. Een worstelaar wiens naam vetgedrukt staat, is nog actief. Voormalige worstelaars met een * achter hun naam hebben officieel geen pensioendatum aangekondigd. Een † geeft aan dat de worstelaar reeds is overleden. Het debuutjaar, eventuele jaar van terugkeer en/of afscheidsjaar wordt telkens weergegeven.  
| - Rey Mysterio Jr. (1989-) - Randy Orton (2000-) - Shawn Michaels (1984-1998, 2002-2010) - Triple H (1992-2022) - Stone Cold Steve Austin (1989-2003, 2022) - The Undertaker (worstelaar)The Undertaker (1984-2020) - Dwayne "The Rock" Johnson* (1996-2013) - Kurt Angle (1998-2019) - Hulk Hogan (1977-2015) † - Chris Jericho (1990-) - Bryan Danielson (1999-2016, 2018-) - CM Punk (1999-2014, 2021-) - Seth Rollins (2005-) - Jon Moxley (2004-) - Roman Reigns (2010-) - Brock Lesnar (2000-2007, 2012-) - Bill Goldberg (1997-2004, 2016-) - Mick Foley (1983-2012) - Jeff Hardy (1993-) - Matt Hardy (1992-) |  | - Big Show (1994-) - Scott Hall (1984-2010)† - Roddy Piper (1969-2014)† - Randy Savage (1973-2005)† - Ric Flair (1972-2011) - Kevin Nash (1990-) - Harley Race (1960-1991) - Ken Shamrock (1990-2013) - Dean Malenko (1979-2001) - Bob Backlund (1973-2011) - Booker T (1989-2016) - Lou Thesz (1932-1990)† - Dave Batista (1999-2019) - Sting (1985-2016, 2020-) - Jake Roberts* (1975-) - Jerry Lawler* (1970-) - Dusty Rhodes (1967-1991)† - Curt Hennig (1980-2003)† - The Ultimate Warrior (1985-1998)† - Arn Anderson (1982-2000) - Tully Blanchard (1975-2005) |  | - Buddy Rogers (1939-1982)† - Marty Jannetty (1984-2013) - A.J. Styles (1998-) - Rob Van Dam (1990-) - Kane (1992-) - Jim Neidhart (1979-2013)† - Bret Hart (1976-2000) - Owen Hart (1983-1999)† - Chris Benoit (1985-2007)† - Edge (1992-2011, 2020-) - Christian Cage (1995-2014, 2021-) - / Kenny Omega (2001-) - Davey Boy Smith (1978-2002)† - Jushin Thunder Liger (1984-2020) - Shinsuke Nakamura (2000-) - Bruno Sammartino (1959-1987)† - André the Giant (1963-1992)† - / Eddie Guerrero (1986-2005) - John Cena (2000-) - Alberto Rodríguez (2000-) |

## Nederlandse/Belgische professioneel worstelaars
| - Aleister Black (2002-) - Rezar (2016-) - Killer Karl Krupp (1957-1988)† - Kenzo Richards (2003-) - Emil Sitoci (2001-) - Salvatore Bellomo (1974-2006)† - Francis Van Buyten (jaren '60-jaren '90) - Karl Gotch (jaren '50-1982)† |